# Kida
Kida (hebrejsky קידה, doslova „Poklona“, anglicky Kida nebo Keida) je izraelská osada neoficiálního charakteru (tzv. outpost) v bloku židovských osad okolo osady Šilo na Západním břehu Jordánu v Oblastní radě Mate Binjamin.

## Geografie
Nachází se v nadmořské výšce cca 800 metrů na východním okraji centrálního hornatého hřbetu Samařska. Leží cca 32 kilometrů severoseverovýchodně od historického jádra Jeruzalému, cca 20 kilometrů severovýchodně od Ramalláhu a cca 53 kilometrů východně od centra Tel Avivu.
Vesnice je na dopravní síť Západního břehu Jordánu napojena pomocí místní komunikace, která sem odbočuje z jihu od osady Adej Ad, od které pak vede spojení západním směrem k mateřské osadě Šilo a na východ směrem k silnici číslo 458 (takzvaná Alonova silnice).
Kida leží v hustě osídlené části centrálního Samařska, kde jsou palestinské i židovské obce vzájemně promíseny. V této lokalitě vzniklo od konce 20. století několik menších židovských osad, které vytvářejí souvislý blok rozptýlené zástavby o ploše mnoha kilometrů čtverečních (tzv. Guš Šilo).

## Název
Jméno osady odkazuje na rostlinu hebrejsky nazývanou Kida (latinsky Calicotome villosa), která roste na okolních svazích.

## Dějiny
Osada byla založena v měsíci sivan židovského roku 5763 (červen 2003). Zakladateli byli obyvatelé okolních osad. Vznik Kidy byl motivován snahou vytvořit teritoriální souvislost mezi osadami na horském hřbetu Samařska a v Jordánském údolí. Obyvatelé vyznávají náboženský sionismus. Většina veřejných služeb se nachází v mateřských osadách Šilo a Švut Rachel. V Kida funguje synagoga a je tu postaráno o předškolní péči o děti. Kromě mobilních domů zde vyrůstají i první zděné vily. Mezi obyvateli osady jsou i důstojníci izraelské armády. Rozvíjí se i turistický ruch.
Za vznikem vesnice stála osadnická organizace Amana. Kida je podle listu Haarec situována na státní půdě, která byla dříve rezervována pro potřeby Světové sionistické organizace, a také na soukromých parcelách palestinských majitelů. V roce 2004 byl předložen plán na zpětnou legalizaci osady, ale byl zamítnut. Vláda Ariela Šarona zahrnula osadu mezi 26 outpostů, které měly být vysídleny. V roce 2009 devět záložních důstojníků izraelské armády žijících v osadě pohrozilo, že vypoví službu v armádě, pokud bude jejich vesnice zbořena. K demolici ovšem nedošlo a na 10. výročí založení osady byl přítomen i plukovník izraelské armády Josi Pinto a izraelští politici.

## Demografie
Přesně údaje o počtu obyvatel nejsou k dispozici, protože nejde o oficiálně samostatnou obec, byť fakticky má Kida samostatné členství v Oblastní radě Mate Binjamin. Internetový portál Oblastní rady Mate Binjamin zde eviduje 53 rodin. Osada prochází stavební expanzí a má v plánu dosáhnout výhledově kapacity 500 rodin.